# Katastrofa górnicza w kopalni Makoszowy
Katastrofa górnicza w kopalni Makoszowy – pożar w kopalni Makoszowy w Zabrzu, do którego doszło 28 sierpnia 1958 roku. Zginęło wówczas 72 górników, a 87 doznało ciężkiego zatrucia.

## Katastrofa
Do katastrofy doszło w nocy, około godziny 1.00 na poziomie 300 metrów. Podczas cięcia palnikiem acetylenowym zapaliła się najpierw drewniana obudowa przekopu (wchodzący w jej skład kaszt), a później węgiel. Ogień szybko objął cały przekop, a wytwarzające się gazy i dymy przedostawały się do innych pokładów. W strefie bezpośredniego zagrożenia znalazło się 337 górników. Zagrożeni górnicy rozpoczęli ewakuację. Część z nich (około 90 górników) w trakcie ucieczki natrafiła na bardzo zadymiony odcinek. Górnicy byli wyposażeni w pochłaniacze, ale ich wydolność była ograniczona do 20 minut, co okazało się w tym przypadku niewystarczające. Część z tych górników (42 osoby) uległa śmiertelnemu zaczadzeniu. Jedną z przyczyn ich śmierci było to, że otrzymali oni polecenie telefoniczne pozostania w zadymionym odcinku i oczekiwania na ratowników (ratownicy przybyli dopiero po kilku godzinach) – pozostali górnicy za namową przebywającego z nimi ratownika zignorowali ten rozkaz i po przejściu około 150 metrów przez dym ocaleli. Pozostali górnicy zginęli w innych miejscach – jeden z nich zmarł jakiś czas po ugaszeniu pożaru (zwłoki znaleziono dopiero po kilku dniach, ale podczas sekcji określono przybliżoną godzinę zgonu).

## Śledztwo
Śledztwo wykazało poniższe przyczyny, które doprowadziły do takiego przebiegu katastrofy:
- skierowanie do pracy na określonych stanowiskach osób, które nie mogły tam pracować:
  - spawacz, który zaprószył ogień był osobą z lekkim upośledzeniem umysłowym – z tego powodu nie mógł pełnić funkcji spawacza, ani zostać dopuszczony do pracy pod ziemią;
  - sztygarem zmianowym był górnik, który nie mógł być sztygarem, ponieważ wcześniej nie zdał egzaminów sztygarskich (szczególnie w zakresie bezpieczeństwa pracy);
- niewłaściwa organizacja pracy kopalni i stan wyposażenia:
  - tamy oddzielające drogi ucieczkowe były nieszczelne (dlatego 90 górników znalazło się w zadymionym chodniku);
  - część górników nie została właściwie przeszkolona i nie wiedziała dokąd ma uciekać w razie pożaru (ofiary znajdowano w różnych miejscach), jak również nie umiała obsługiwać pochłaniaczy tlenku węgla;
  - zbyt krótki był czas działania pochłaniaczy tlenku węgla, w jakie wyposażeni byli górnicy;
  - dozwolone było palenie papierosów pod ziemią;
- określone postępowanie niektórych osób:
  - spawacz nie przestrzegał przepisów bezpieczeństwa – przed cięciem szyny powinien był oblać drewnianą obudowę wodą i posypać pyłem kamiennym, wokół szyny powinien rozstawić osłony z blachy, a po zakończeniu cięcia powinien jeszcze raz oblać wszystkie pobliskie elementy drewniane wodą. Niczego takiego jednak nie zrobił, a tylko zaczął ciąć szynę;
  - sztygar zmianowy nie kontrolował spawacza – powinien był najpierw sprawdzić, czy właściwie przygotował on miejsce cięcia i dopiero wtedy zezwolić na cięcie, potem zaraz po zakończeniu cięcia powinien dokładnie sprawdzić czy nie doszło do zaprószenia ognia i ponownie dokładnie skontrolować miejsce pracy po 0,5–2 godzinach. Zamiast tego tylko pobieżnie obejrzał miejsce spawania tuż po jego zakończeniu;
  - dyspozytor kopalni zignorował pożar:
    - najpierw kilku górnikom, którzy zauważyli pożar kazał go ugasić własnymi środkami (wiadro z wodą), a na ich sugestię, że to może być niewystarczające powiedział im, że „mają nasikać na płonący kaszt, a wtedy na pewno zgaśnie”;
    - gdy pożar się rozszerzał nie chciał uruchomić sygnalizacji alarmowej (górnicy, którzy zauważyli pożar, i sztygar zmianowy na własną rękę ostrzegali zagrożonych górników);
    - nie chciał długo wezwać ratowników;

  - miejscowy kierownik ratowników nieudolnie dowodził akcją ratowniczą i dopuścił do tego, żeby różne osoby (z dyrekcji, komitetów PZPR etc.) samowolnie wydawały rozkazy ratującym i zagrożonym górnikom (często wzajemnie sprzeczne), których na dodatek nigdzie nie notowano (nie wiadomo było, kto wydał dany rozkaz) – dopiero później dowodzenie akcją przejęło kierownictwo stacji ratownictwa górniczego;
  - nieustalona osoba wydała górnikom w zadymionym chodniku polecenie czekania na ratowników;
- niewłaściwie postępowano po ugaszeniu pożaru – dowódcy ratowników chcieli wpierw dokładnie przeszukać wszystkie zakamarki kopalni, aby odnaleźć górników, którzy przeżyli pożar, ale dyrekcja kopalni (i jej władze zwierzchnie) kazały ratownikom w pierwszym rzędzie usuwać skutki pożaru, aby jak najszybciej można było wznowić normalne wydobycie. W rezultacie jeden górnik, który ukrył się w nieużywanym przodku przeżył pożar i zmarł jakiś czas po jego ugaszeniu, a jego zwłoki odnaleziono dopiero po 3 dniach.